# Vương quốc Ba Lan (1917–1918)
Vương quốc Ba Lan (tiếng Ba Lan: Królestwo Polskie), còn được gọi là không chính thức Vương quốc Nhiếp chính Ba Lan (tiếng Ba Lan: Królestwo Regencyjne), là một quốc gia bù nhìn của Đế quốc Đức trong Thế chiến thứ nhất. Quyết định đề xuất khôi phục Ba Lan sau khi phân vùng được các nhà hoạch định chính sách Đức đưa ra trong nỗ lực hợp pháp hóa sự toàn năng của đế quốc trong các lãnh thổ bị chiếm đóng. Kế hoạch được thực hiện theo chiến dịch tờ rơi tuyên truyền của Đức được chuyển đến Ba Lan vào năm 1915, tuyên bố rằng các binh sĩ Đức đang đến làm người giải phóng để giải phóng Ba Lan khỏi sự khuất phục của Nga.
Một dự thảo hiến pháp đã được đề xuất vào năm 1917. Chính phủ Đức đã sử dụng các mối đe dọa trừng phạt để buộc các chủ sở hữu đất đai Ba Lan sống ở các nước Baltic của Đức phải di dời và bán tài sản Baltic của họ cho người Đức để đổi lấy việc nhập cảnh vào Ba Lan. Những nỗ lực song song đã được thực hiện để loại bỏ Ba Lan khỏi lãnh thổ Ba Lan của Phân vùng Phổ.
Sau khi thỏa thuận đình chiến ngày 11 tháng 11 năm 1918 được ký kết bởi quân Đồng minh với đế quốc Đức, kết thúc Thế chiến I, khu vực này trở thành một phần của Đệ nhị Cộng hòa Ba Lan .